# Корбій-Марі
Корбій-Марі (рум. Corbii Mari) — село у повіті Димбовіца в Румунії. Входить до складу комуни Корбій-Марі.
Село розташоване на відстані 49 км на захід від Бухареста, 42 км на південь від Тирговіште, 135 км на схід від Крайови, 124 км на південь від Брашова.

## Населення
За даними перепису населення 2002 року у селі проживали 1700 осіб. Усі жителі села рідною мовою назвали румунську.
Національний склад населення села:
| Національність | Кількість осіб | Відсоток |
| -------------- | -------------- | -------- |
| румуни         | 1668           | 98,1%    |
| цигани         | 31             | 1,8%     |